# ARL6IP1
ARL6IP1‏ (ADP ribosylation factor like GTPase 6 interacting protein 1) هوَ بروتين يُشَفر بواسطة جين ARL6IP1 في الإنسان.